# Карих, Константин Иванович
Константи́н Ива́нович Ка́рих (2 января 1914— 22 июля 2000) — советский инженер-электрик. Один из крупнейших специалистов в области создания и эксплуатации ядерных паропроизводящих установок для атомных подводных лодок. Кандидат технических наук (1966). Лауреат Ленинской премии (1961). Участник Второй мировой войны.

## Биография
Константин Карих родился 2 января 1914 года.
В Рабоче-крестьянскую Красную Армию призван в 1941 году Сталинским райвоенкоматом Кемеровской области. Окончил артиллерийское училище. До 1943 года служил на Дальнем Востоке. Участник Великой Отечественной войны с 15 мая 1943 года. Весь боевой путь прошёл в составе 86-й тяжёлой гаубичной артиллерийской бригады в должностях начальника разведки и начальника штаба 1-го дивизиона, которым с осени 1944 года командовал майор Б. П. Кирпиков. Воевал на Центральном, Белорусском и 1-м Белорусском фронтах. Сражался в Курской битве на северном фасе Курской дуги в районе станции Поныри. Освобождал Белоруссию, Волынь, Польшу, сражался на территории Германии. Во время Берлинской операции после ранения майора Кирпикова фактически командовал дивизионом на заключительном этапе войны. Дивизион под его командованием захватил неразрушенный мост через Шпре и в числе первых открыл огонь по Рейхстагу. Награждён орденами Красного Знамени, Отечественной войны 1-й и 2-й степеней, Красной Звезды и многочисленными медалями, в числе которых медали «За отвагу», «За взятие Берлина», «За освобождение Варшавы». В запас уволился в 1947 году в звании капитана.
Работал в металлургии, затем, с 1948 года, в Челябинске-40. В 1954—1990 годах работал в Физико-энергетическом институте в Обнинске.
Работал в области создания и эксплуатации ядерных паропроизводящих установок для атомных подводных лодок. Главный инженер стенда 27/ВТ — прототипа паропроизводящей установки с жидкометаллическим теплоносителем свинец-висмут атомной подводной лодки К-27. Участвовал в постройке, приемке и испытаниях К-27 — первой советской атомной подводной лодки с жидкометаллическим теплоносителем пр. 645. В 1964 году принял участие в первом в истории советского Военно-морского флота пятидесятисуточном автономном походе на атомной подводной лодке К-27.
Кандидат технических наук (1966).
Автор мемуаров «Властелины огня» и «Хроника дивизиона тяжёлых гаубиц» (рукопись).
Умер 22 июля 2000 года.

## Награды и премии
- Лауреат Ленинской премии (1961)